# Amédée de Vuillefroy de Silly
Charles-Amédée de Vuillefroy de Silly (23 avril 1810, Soissons - 20 octobre 1878, Thury), est un haut fonctionnaire et homme politique français.

## Biographie

### Famille
Il est le fils de François-Joseph de Vuillefroy, garde de la porte du roi Louis XVIII, conseiller municipal de Soissons et maire de Silly, et d'Aline de Cassini (fille de Jean-Dominique Cassini, directeur de l'Observatoire de Paris).
Il épouse en premières noces Felicie Feuilade, dont il eut Félix de Vuillefroy-Cassini, et  en seconde noces Estelle Barret. De ce deuxième mariage naissent deux filles : Marie Charlotte, mariée en 1866 à Guillaume-Gaston Vignat et Félicie-Marie, mariée en 1871 à Charles-Olivier-Jules Rivaud  comte Rivaud de La Raffinière,. 

### Carrière
Après des études de droit à Paris, il  devinet auditeur au Conseil d'État en 1832, maître des requêtes en 1837, conseiller d'État en 1848, président de la Section des travaux publics, de l'agriculture et du commerce en 1852. il est mis à la retraite comme président de section le 30 octobre 1863.
Nommé Sénateur du Second Empire le 1er juillet 1863, il fit partie du conseil supérieur du commerce et du comité consultatif des chemins de fer.  Il fut président du Conseil général de l'Oise de 1866 à 1871 et maire de Thury.

## Décorations
- Grand officier de la Légion d'honneur

## Publications
- Principes d'administration : extraits des avis du Conseil d'État et du Comité de l'intérieur, des circulaires ministérielles, etc., etc (avec Léon Monnier, 1837)
- Traite de l'administration du culte catholique (1842)
- Rapport de M. de Vuillefroy sur la loi portant ouverture de crédits supplémentaires sur l'exercice 1863 (1864)
- Un mot sur la question de l'origine du genre humain (1868)

## Sources
- « Vuillefroy (Charles-Amédée de) », dans Adolphe Robert et Gaston Cougny, Dictionnaire des parlementaires français, Edgar Bourloton, 1889-1891 [détail de l’édition]
- Albert Révérend, Titres, anoblissements et pairies de la restauration 1814-1830, Volume 6, 1906